# تنگنا (فیلم ۲۰۱۵)
محاصره یا تنگنا (انگلیسی: Gridlocked) یک فیلم اکشن و دلهره‌آور کانادایی محصول سال ۲۰۱۵ به کارگردانی آلن اونگار با بازی دامینیک پرسل و تریش استراتوس است. این فیلم توسط نتفلیکس خریداری شد و در ۱۴ جولای ۲۰۱۶ در سراسر جهان در دسترس قرار گرفت.

## داستان
رئیس سابق گروه ضربت به همراه یک بازیگر مشهور سینما، باید جلوی حمله‌ عده‌ای مزدور به مرکز آموزش پلیس را بگیرند. اما…

## تولید
فیلمبرداری اصلی فیلم در ۷ ژوئیه ۲۰۱۴ در تورنتو، آغاز شد و به مدت پنج هفته به طول انجامید. در ابتدا قرار بود نقش اصلی را کوبا گودینگ جونیور بازی کند، اما پرسل جایگزین او شد. اکثر فیلمبرداری در یک کارخانه بسته بندی گوشت متروکه انجام شد که تهیه کنندگان آن را در طول مدت فیلمبرداری به استودیو تبدیل کردند. این فیلم رکورد بیشترین گلوله شلیک شده روی پرده در یک فیلم کانادایی را به نام خود ثبت کرد.